# Leesville (Louisiana)
Leesville és una ciutat i seu de la Parròquia de Vernon a l'estat de Louisiana dels Estats Units d'Amèrica.

## Demografia
Segons el cens del 2000 Leesville tenia 6.753 habitants. La densitat de població era de 478,4 habitants/km².
Per edats la població es repartia de la següent manera: un 26,1% tenia menys de 18 anys, un 11% entre 18 i 24, un 28,6% entre 25 i 44, un 20,5% de 45 a 60 i un 13,9% 65 anys o més.
L'edat mediana era de 34 anys. Per cada 100 dones de 18 o més anys hi havia 91,4 homes.
La renda mediana per habitatge era de 23.864 $ i la renda mediana per família de 30.435 $. Els homes tenien una renda mediana de 27.267 $ mentre que les dones 21.661 $. La renda per capita de la població era de 14.360 $. Entorn del 24,5% de les famílies i el 28,7% de la població estaven per davall del llindar de pobresa.

## Poblacions properes
El següent diagrama mostra les poblacions més properes.